# مارون
مارون أو القديس مارون أو مار مارون كما هو شائع، (بالسريانية: ܡܪܝ ܡܪܘܢ) ناسك وراهب وكاهن عاش في شمال سوريا خلال القرن الرابع، يعتبر واحدًا من أشهر الشخصيات السوريّة السريانية الكنسية، لكونه يرتبط مع الكنيسة السريانية الأنطاكية المارونية التي تعتبره مؤسسًا وشفيعًا وأبًا، ولذلك يقول المطران يوسف الدبس، رئيس أساقفة بيروت المارونية أواخر القرن التاسع عشر في كتابه “الجامع المفصل في تاريخ الموارنة المؤصل:” إن تاريخ الموارنة يبدأ بمناقشة مار مارون الذي يعتبر مؤسس هذه الطائفة وشفيعها.
كلمة مارون في اللغة السريانية تصغير للفظة «مار» والتي تعني السيّد، والتي بدورها تصغير عن لفظة «موران» والتي تعني «سيد السادة أو السيد الأكبر» وتستخدم في اللغة السريانية كإحدى ألقاب الله. لا يوجد اليوم سيرة مفصلة أو سجل دقيق عن حياته ونشاطاته. وتعتبر شهادة أسقف المنطقة التي تنسك بها مار مارون ثيودوريطس المرجع الأساسي الوحيد عنه؛ أغلب الباحثين الموارنة وغير الموارنة يجعلون مارون رئيسًا للرهبان والنساك في منطقة سوريا الشمالية، وذلك استنادًا إلى ثيودوريطس ذاته حين يقول: إن أكثر النساك في منطقة قورش ساروا على طريق مارون الناسك ملتزمين به. هناك أيضًا من يشير إلى أن مار مارون كان المسؤول الأول عن نشر المسيحية في شمال سوريا، فمن المعروف أن الوثنية كانت قوية الجذور تلك النواحي بداية القرن الخامس في حين أن ثيودوريطس نفسه يذكر في رسالة بعث بها إلى البابا ليون الكبير (440 -461) أنه يتولى شؤون ثمانمائة كنيسة، أي أن أغلب سكان المنطقة قد اعتنقوا المسيحية.
رغم عدم وفرة المراجع القديمة التي تذكره، فإنّ مختلف الدراسات والأبحاث التي وضعت حول مار مارون وحول الكنيسة المارونية عمومًا، خصوصًا إثر تأسيس المدرسة المارونية في روما أواخر القرن السادس عشر إلى جانب عمليات التنقيب والبحث شمال حلب أواخر القرن العشرين، أدت إلى رسم صورة تفصيلية عن حياة القديس مارون ونشاطه.

### رسالة يوحنا الذهبي الفم

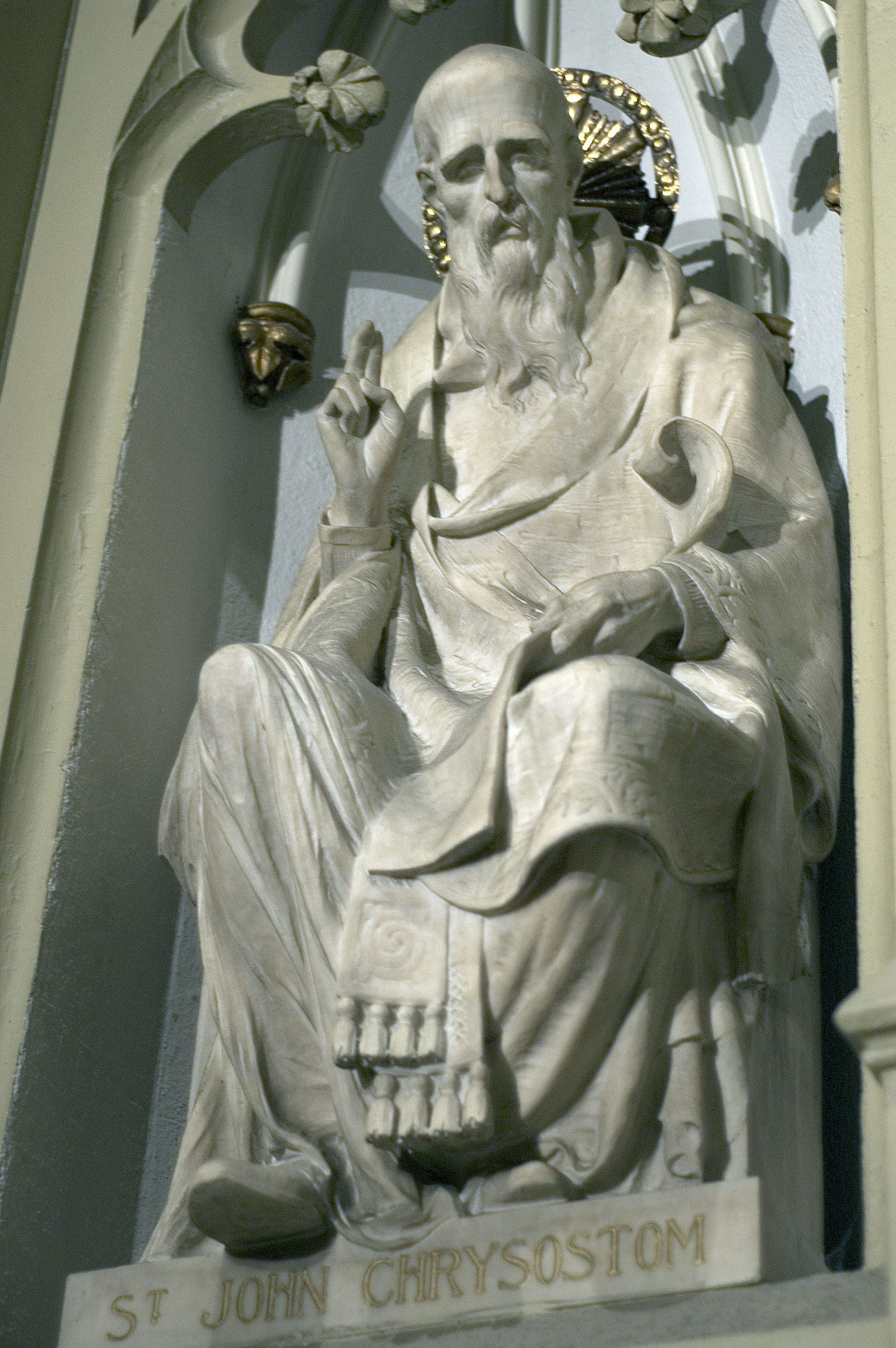
تمثال في كاتدرائية القديس باتريك في نيويورك يظهر يوحنا فم الذهب الذي بعث برسالة إلى مار مارون حوالي العام 405.

### شهادة الأسقف ثيودوريطس

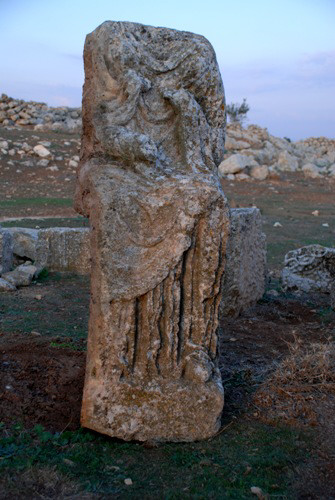
آثار وثنية في كالوتا مكان تنسك مار مارون: حسب شهادة ثيودوريطس مؤرخ حياة مار مارون، فإن الوثنية تراجعت في شمال سوريا من خلال نشاط مار مارون وجهوده.

## مكان تنسك مار مارون

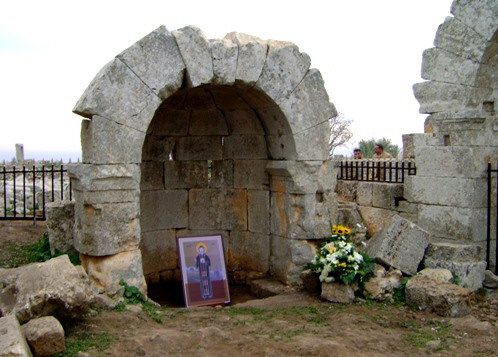
بقايا من حائط الحنية للكنيسة التي وضع فيها مار مارون.

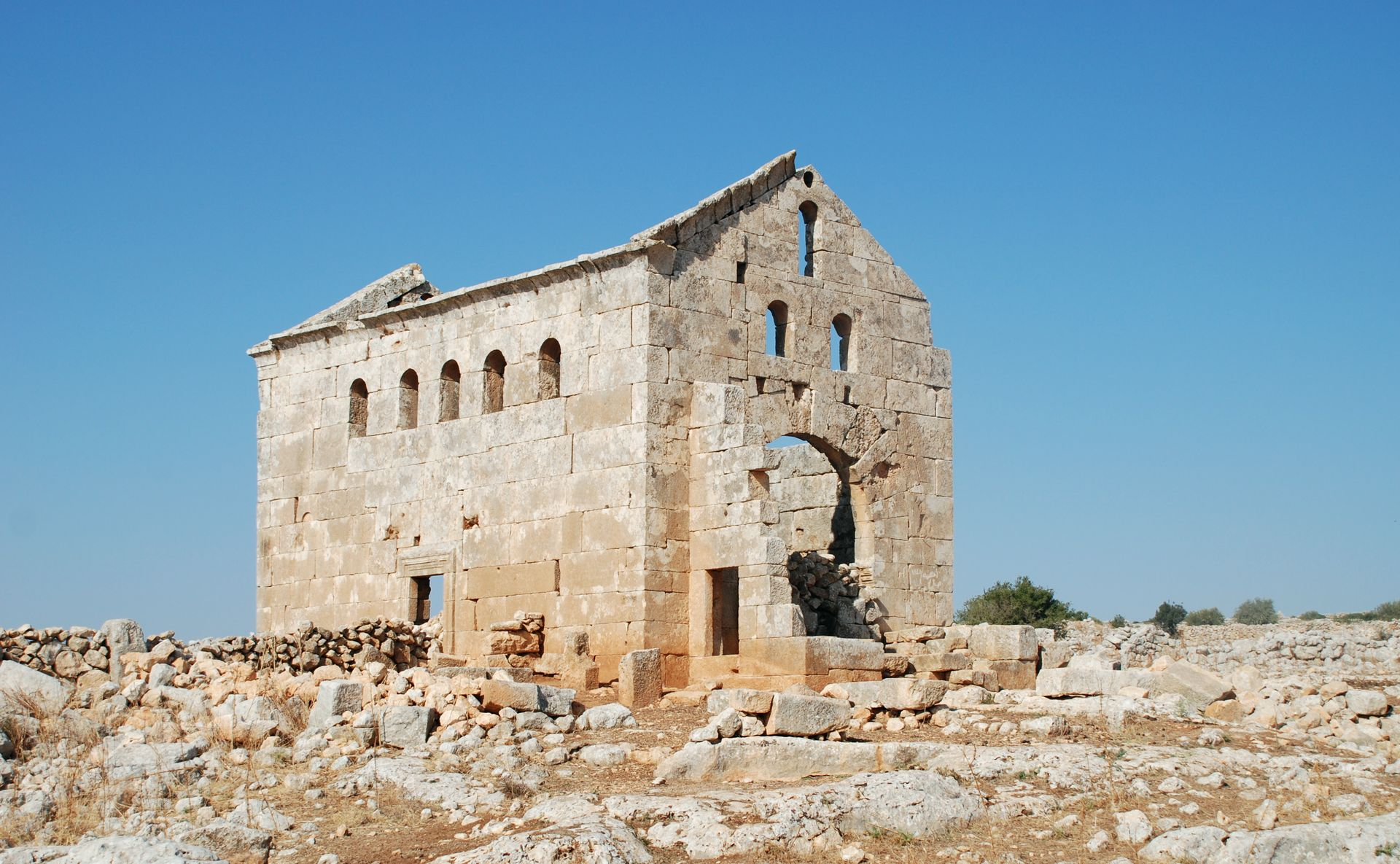
آثار كنيسة في منطقة المدن المنسية شمال سوريا، حيث عاش مار مارون.

### عيده

شعار البطريركية المارونية التي اتخذت من مارون أبًا وشفيعًا.

## حياته